# گاس جانسون (بسکتبال)
گاس جانسون (انگلیسی: Gus Johnson؛ ۱۳ دسامبر ۱۹۳۸ – ۲۹ آوریل ۱۹۸۷) بازیکن بسکتبال اهل ایالات متحده آمریکا بود.
از باشگاه‌هایی که در آن بازی کرده‌است می‌توان به ایندیانا پیسرز و فینیکس سانز اشاره کرد.